# Josef Grus (1893)
Josef Grus (19. října 1893, Pardubice Zelené Předměstí – 19. března 1972, Praha) byl český architekt, malíř a pedagog.

## Život
Josef Grus se narodil v Pardubicích-Zeleném Předměstí v rodině úředníka pardubické spořitelny Víta Gruse a jeho ženy Anně rodem Potěšilové. Josef vyrůstal ještě s dvěma bratry, starším Jaroslavem a mladším Vítem, kteří projevovali obdobné výtvarné nadání. Během první světové války bojoval v Československých legiích v Rusku, z návratu tzv. jižní cestou přes Hongkong a Indii se zachovaly jeho kresby a akvarely.
V letech 1924-1927studoval na pražské malířské akademii u profesora Josefa Gočára.

## Dílo (výběr)
- Vila Marie Rubličové, Nové Město nad Metují, čp. 1154, Ve Vilách[3]
- Národní památník padlých na Dukle.

## Galerie

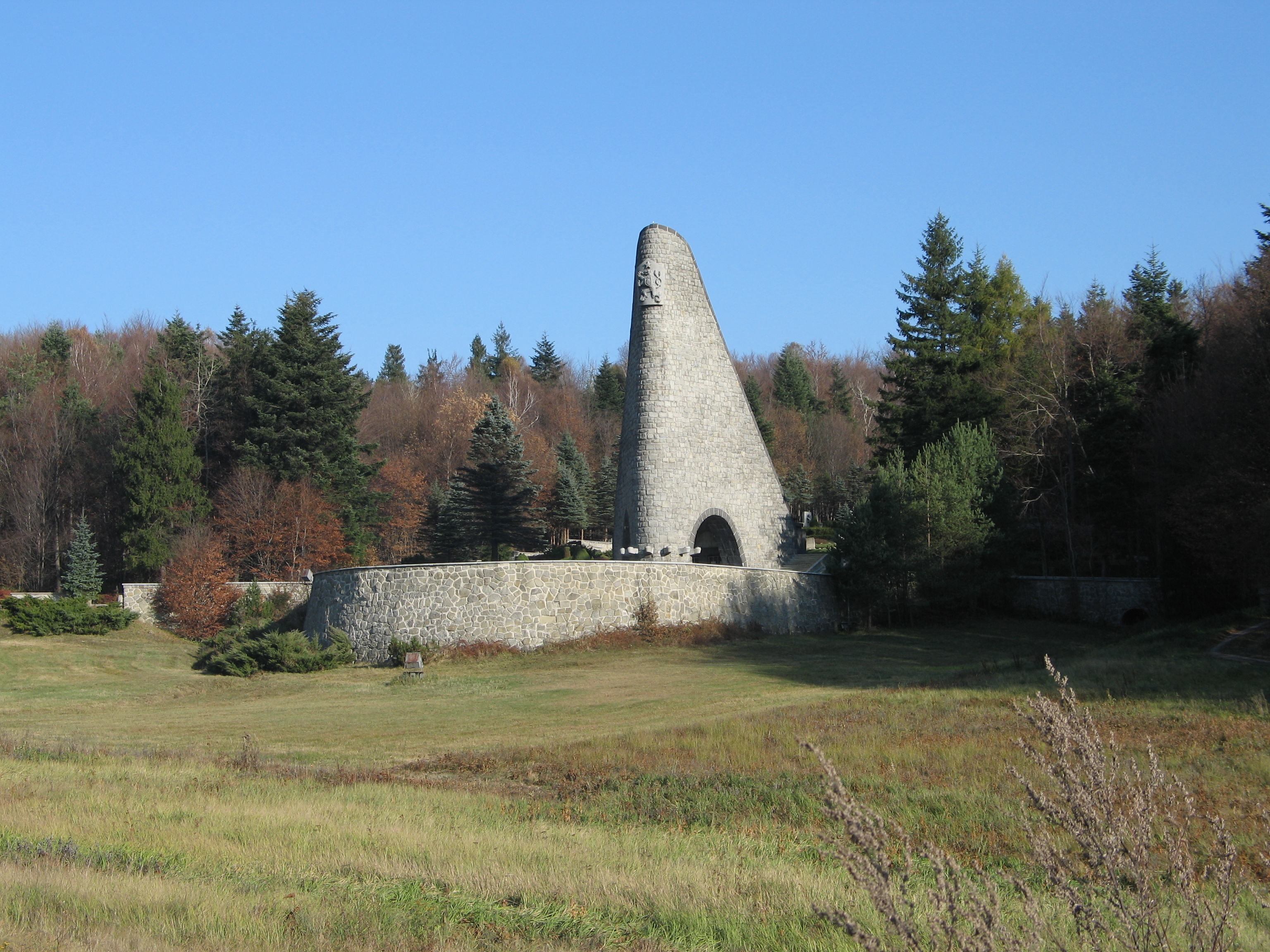
Josef Grus: Dukelský památník
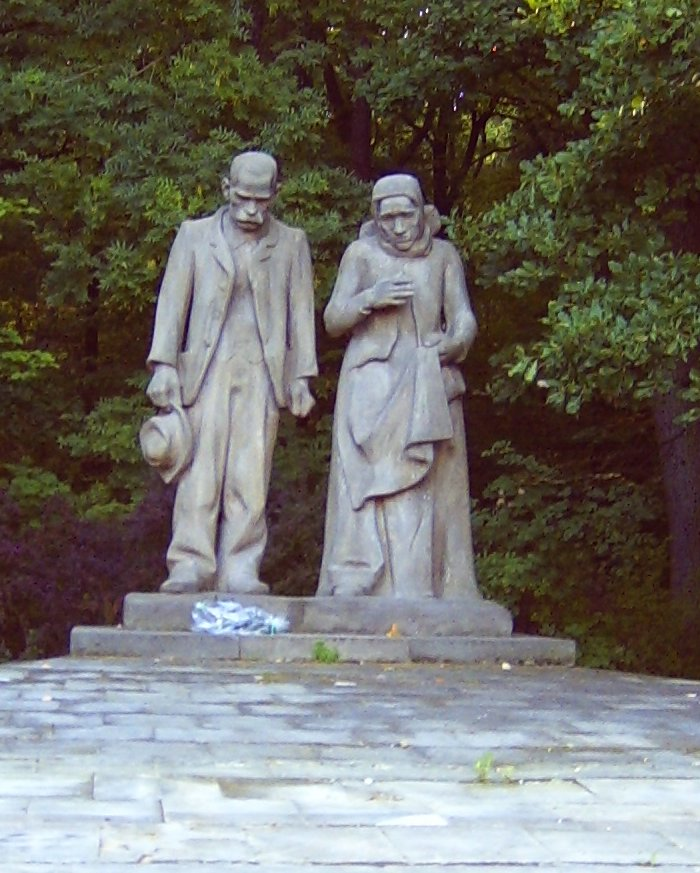
Pomník obětem katastrofy na dole Nelson, který je dílem architekta Josefa Gruse a sochaře Karla Pokorného

### Adresáře
- 1926 Adresář výtvarných umělců československých, Syndikát výtvarných umělců československých,
- 1929 Adresář výtvarných umělců československých, Syndikát výtvarných umělců československých,
- 1937 Adresář výtvarných umělců československých, Syndikát výtvarných umělců československých,